# مردانشاه الدماوندي
مردانشاه كان نبيلاً إيرانياً من بيت كارين، وهو مؤسس عائلة ماسموغانس من سلالة دماوند، والتي شملت لاريجان والمناطق المحيطة بها. أثناء الفتح الإسلامي لفارس، أرسل تعزيزات لمساعدة سياوخش في الري ضد المسلمين. لكن سياوخش هُزم. ثم انتقل العرب إلى دماوند، حيث عقد مردانشاه الصُلح مع العرب، مع الوعد بعدم مهاجمته، أو الاقتراب منه دون إذنه، مقابل دفع الجزية للخلافة. وبعد ذلك اختفى من سجلات التاريخ.